# Лощиновский
Лощиновский — хутор в Искринском сельском поселении Урюпинского района Волгоградской области России.
Население — 432 (2010)

## История
Основан на помещичьих землях до крестьянской реформы 1861 года как хутор Богохранимовский. После 1861 года эти земли в свое владение получил помещик Лощилин С.А., в честь которого и был переименован хутор. Земли сдавались помещиком в аренду. После отмены крепостного права хутор стал расти: были построены мельница, кирпичный завод. На хуторских землях трудились сотни крестьян.
С 1928 года — в составе Урюпинского района Хопёрского округа (упразднён в 1930 году) Нижне-Волжского края (с 1934 года — Сталинградского края). В 1929 году был организован колхоз "Красная гвардия". Такие же колхозы возникли и в соседних хуторах Розовском и Украинском. В 1953-54-х годах колхозы были объединены в колхоз "Пламя революции".
В 1935 году хутор передан в состав Добринского района Сталинградского края (с 1936 года Сталинградской области, с 1954 по 1957 год район входил в состав Балашовской области). В 1963 году в связи с упразднением Добринского района хутор Лощиновский вновь включен в состав Урюпинского района.

## География
Хутор находится в степной местности на западе Урюпинского района, в пределах Калачской возвышенности, являющейся частью Восточно-Европейской равнины, при балках Лощиновской, Станичной и Подгорной (бассейн реки Подгорной). Рельеф местности холмисто-равнинный. Центр посёлка расположен на высоте около 160 метров над уровнем моря. Почвы — чернозёмы обыкновенные.
По автомобильным дорогам расстояние до областного центра города Волгоград составляет 380 км, до районного центра города Урюпинск — 52 км.
Климат
Климат умеренный континентальный (согласно классификации климатов Кёппена — Dfb). Многолетняя норма осадков — 493 мм. В течение города количество выпадающих атмосферных осадков распределяется относительно равномерно: наибольшее количество осадков выпадает в июне — 52 мм, наименьшее в феврале — 28 мм. Среднегодовая температура положительная и составляет + 6,5 °С, средняя температура самого холодного месяца января −9,2 °С, самого жаркого месяца июля +21,1 °С.
Часовой пояс
Лощиновский, как и вся Волгоградская область, находится в часовой зоне МСК (московское время). Смещение применяемого времени относительно UTC составляет +3:00.

## Население
Динамика численности населения по годам:
| 1989 | 2002 |
| ---- | ---- |
| ≈440 | 454  |

| 2010 |
| ---- |
| 432  |